# Samsung Galaxy A6
Samsung Galaxy A6 oraz Samsung Galaxy A6+ – smartfony przedsiębiorstwa telekomunikacyjnego Samsung Electronics z serii Galaxy A. Telefony zostały zaprezentowane 2 maja 2018 roku.
Cena telefonów w dniu wejścia do sprzedaży została ustalona na 1449 zł za Galaxy A6 3/32 GB oraz 1599 zł za Galaxy A6+ 3/32 GB.

## Wygląd zewnętrzny oraz wykonanie[4][5]
Ekran wykonany jest ze szkła Corning Gorilla Glass 3. Tylny panel i rama telefonu są wykonane z matowego aluminium.
Na tylnej i przedniej obudowie umieszczona jest latarka.
Na dole urządzeń znajduje się microUSB, mikrofon oraz gniazdo słuchawkowe (jack 3,5 mm). Po lewej stronie znajduje się przycisk do regulacji głośności oraz tacki na karty, na prawej stronie znajduje się tylko przycisk zasilania.
Smartfony są sprzedawane w 4 kolorach: czarny, niebieskim, złotym i lawendowym.

## Specyfikacja techniczna[6][7][8][9]

### Wyświetlacz
A6 wyposażony jest w wyświetlacz 5,6-calowy Super AMOLED HD+ (1480 × 720 px, 294 ppi) o proporcjach 18,5:9, natomiast A6+ posiada wyświetlacz 6,0-calowy Super AMOLED FHD+ (2220 × 1080 px, 411 ppi) o proporcjach 18,5:9

### Aparat
Samsung Galaxy A6 posiada aparat główny o rozdzielczości 16 MP 26 mm z przysłoną f/1.7, dodatkowe informacje: Auto Focus, PDAF, możliwość doświetlenia zdjęcia diodą LED. Funkcje: HDR i panorama. Galaxy A6+ posiada dwa aparaty: główny jest taki sam jak A6, pomiar głębi 5 MP z przysłoną f/1.9.
Z przodu Galaxy A6 umieszczony jest przedni aparat o rozdzielczości 16 MP 26 mm z przysłoną f/1.9, dodatkowe informacje: 1/3.06", 1.0μm, możliwość doświetlenia zdjęcia diodą LED. Galaxy A6+ posiada aparat przedni o rozdzielczości 24 MP 27 mm z przysłoną f/1.9, dodatkowe informacje: 1/2.8", 0.9μm, możliwość doświetlenia zdjęcia diodą LED.
Tylne kamery w obu smartfonach mogą nagrywać wideo do 1080p przy 30 fps, natomiast aparat przedni w obu telefonach do 1080p przy 30 fps.

### Pamięć
Telefony są wyposażone w 3 GB lub 4 GB pamięci RAM (zależnie od wersji) oraz 32 GB lub 64 GB pamięci wewnętrznej, którą można rozszerzyć za pomocą karty microSD.

### Bateria
Oba telefony posiadają baterię litowo-polimerową. A6 posiada pojemność 3000 mAh, natomiast A6+ 3500 mAh.

### Oprogramowanie
Telefony są wyposażone w system Android 8.0 „Oreo” z Samsung Experience 9.5 z możliwością aktualizacji do Androida 10 z One UI 2.0. Telefony mają również Samsung Knox, który zwiększa bezpieczeństwo systemu i urządzenia.

### Procesor
Galaxy A6 posiada procesor Samsung Exynos 7870 z zegarem procesora 1,6 GHz (8x1.6 GHz Cortex-A53). Jest on w 14nm procesie litograficznym. Procesor posiada 8 rdzeni oraz układ graficzny Mali-T830 MP1 @700 MHz, natomiast Galaxy A6+ posiada procesor Qualcomm Snapdragon 450 z zegarem procesora 1,8 GHz (8x1.8 GHz Cortex-A53). Jest on w 14nm procesie litograficznym. Procesor posiada 8 rdzeni oraz układ graficzny Adreno 506.

### Inne informacje
Oba telefony posiadają czytnik linii papilarnych umieszczony z tyłu obudowy i funkcję rozpoznawania twarzy. Można w nich umieścić dwie karty SIM, w ramach „dual SIM”. Telefony posiadają akcelerometr, Always On Display (tylko A6+), czujnik światła, czujnik zbliżeniowy, czujnik grawitacyjny, magnetometr, efekt Halla oraz żyroskop.